# Saison 3 de Suburgatory
Chronologie
Saison 2
Cet article présente le guide des épisodes de la troisième et dernière saison de la série télévisée américaine Suburgatory.

## Généralités
- Le 10 mai 2013, la série a été officiellement renouvelée pour une troisième saison par le réseau ABC[1].
- Au Canada, les quatre premiers épisodes ont été diffusés le lendemain de la diffusion américaine sur Citytv, a été retiré de l'horaire pour reprendre le 11 avril 2014 avec le cinquième épisode.
- Cette saison est inédite dans tous les pays francophones.

## Distribution

### Acteurs principaux
- Jeremy Sisto (VF : Maurice Decoster) : George Altman
- Jane Levy (VF : Karine Foviau) : Tessa Altman
- Cheryl Hines (VF : Virginie Ledieu) : Dallas Royce
- Carly Chaikin (VF : Barbara Beretta) : Dalia Oprah Royce
- Ana Gasteyer (VF : Laure Sabardin) : Sheila Shay
- Chris Parnell (VF : Yann Pichon) : Fred Shay
- Allie Grant (VF : Joséphine Ropion) : Lisa Marie Shay

### Acteurs récurrents et invités
- Alan Tudyk (VF : Serge Biavan) : Noah Werner[2]
- Rex Lee (VF : Vincent de Bouard) : Mr. Wolfe
- Parker Young (VF : Yann Peira) : Ryan Shay
- Bunnie Rivera (VF : Marie-Madeleine Burguet-Le Doze) : Carmen
- Maestro Harrell (VF : Mohammed Sanou) : Malik
- Natasha Leggero (en) (VF : Chantal Baroin) : Nora
- Bryson Barretto (VF : Victor Quilichini) : Victor Ha
- Lindsey Shaw (VF : Marie-Eugénie Maréchal) : June
- Sam Lerner (VF : Thomas Sagols) : Evan (épisodes 6 et 8)
- Abbie Cobb (en) (VF : Laurence Sacquet) : Kimantha (épisode 11)
- Geoff Pierson : Emmett Altman, père de George[3] (épisode 3)

## Épisodes

### Épisode 1:Ça s'en va et ça revient
- États-Unis : 15 janvier 2014 sur ABC[4]
- Canada : 16 janvier 2014 sur Citytv[5]
- Québec : 8 janvier 2015 sur VRAK.TV
- Belgique : 20 janvier 2015 sur La Une[6]
- France :
  - 16 mars 2015 sur Canal+ Family[7]
  - 17 septembre 2017 sur NT1

- États-Unis : 5,3 millions de téléspectateurs[8] (première diffusion)

- Bunnie Rivera (Carmen)
- Joshua Erenberg (A.J.)
- Edie Mothersbaugh (Alana)
- Megan Stevenson (Leslie)
- Phil Abrams (Lansky #1)
- Bob Glouberman (Lansky #2)
- Gary Rubenstein (Schulman)
- Melanie Hutsell (Nina Nergen)
- Natasha Leggero (en) (Nora)

### Épisode 2:Le Petit nouveau
- États-Unis : 22 janvier 2014 sur ABC
- Canada : 23 janvier 2014 sur Citytv
- Québec : 15 janvier 2015 sur VRAK.TV
- Belgique : 20 janvier 2015 sur La Une
- France :
  - 16 mars 2015 sur Canal+ Family
  - 17 septembre 2017 sur NT1

- États-Unis : 5,91 millions de téléspectateurs[9] (première diffusion)

- Maestro Harrell (Malik)
- Bryson Barretto (Victor)
- Ely Henry (Reggie)
- Brittany Marie Batchelder (Tessandra)
- Demoze Talbot (Foster Kid)
- Todd Sherry (Tom)
- Jackie Collins (Jackie Collins)

### Épisode 3:Ryan: Le retour
- États-Unis : 29 janvier 2014 sur ABC
- Canada : 30 janvier 2014 sur Citytv
- Québec : 22 janvier 2015 sur VRAK.TV
- Belgique : 27 janvier 2015 sur La Une
- France :
  - 16 mars 2015 sur Canal+ Family
  - 24 septembre 2017 sur NT1

- États-Unis : 5,10 millions de téléspectateurs[10] (première diffusion)

- Parker Young (Ryan Shay)
- Bryson Barretto (Victor Ha)
- Natasha Leggero (en) (Nora)
- Lindsey Shaw (June)
- Geoff Pierson (Emmett Altman)
- Rene Ashton (Phyllis)
- Andrea Bogart (Holly)
- Corie Vickers (Woman)

### Épisode 4:Chacun son territoire
- États-Unis : 5 février 2014 sur ABC
- Canada : 6 février 2014 sur Citytv
- Québec : 29 janvier 2015 sur VRAK.TV
- Belgique : 27 janvier 2015 sur La Une
- France :
  - 17 mars 2015 sur Canal+ Family
  - 24 septembre 2017 sur NT1

- États-Unis : 6,09 millions de téléspectateurs[11] (première diffusion)

- Bryson Barretto (Victor)
- Natasha Leggero (en) (Nora)
- Gary Rubenstein (Schulman)
- Lindsey Shaw (June)
- Bruno Alexander (Deli Man)
- Fernando Rivera (Gurt Locker Employee)

### Épisode 5:Le Nouveau Noah
- États-Unis : 26 février 2014 sur ABC
- Canada : 11 avril 2014 sur Citytv
- Belgique : 3 février 2015 sur La Une
- Québec : 5 février 2015 sur VRAK.TV
- France :
  - 17 mars 2015 sur Canal+ Family
  - 24 septembre 2017 sur NT1

- États-Unis : 5,22 millions de téléspectateurs[12] (première diffusion)

- Alan Tudyk (Noah Werner)
- Zabeth Russell (Greta)
- Mae Whitman (Caris)
- J.R. Nutt (Nonny)
- Ryan Kolbe (Luke)
- August Maturo (Older Kid)
- Siri Miller (Girl)
- Julie Wittner (Onlooker)
- Monica Young (Shopper)
- Edward Padilla (Javier)
- Shane Kaufman (Nimmy)
- Cody Chappel (Bahammy)
- Chantelle Tibbs (Tikey)
- Lydia Woods (Moop)

### Épisode 6:Rébellion!
- États-Unis : 5 mars 2014 sur ABC
- Canada : 18 avril 2014 sur Citytv[13]
- Belgique : 3 février 2015 sur La Une
- Québec : 12 février 2015 sur VRAK.TV
- France :
  - 18 mars 2015 sur Canal+ Family
  - 1er octobre 2017 sur NT1

- États-Unis : 5,72 millions de téléspectateurs[14] (première diffusion)

- Maestro Harrell (Malik)
- Sam Lerner (Evan)
- Samantha Futerman (Katie)
- Anna Claire Sneed (Girl #1)
- Kaylee Bryant (Girl #2)
- Lila Lucchetti (Waitress)
- Ryan Carnes (Bart)
- Cooper Barnes (Male Customer)
- Laura Liguori (Female Customer)
- Alan Heitz (Man)
- Brittany Marie Batchelder (Susan)
- Javin Reid (Vikram)

### Épisode 7:Besoin de conseils
- États-Unis : 12 mars 2014 sur ABC
- Canada : 25 avril 2014 sur Citytv
- Belgique : 10 février 2015 sur La Une
- Québec : 19 février 2015 sur VRAK.TV
- France :
  - 18 mars 2015 sur Canal+ Family
  - 1er octobre 2017 sur NT1

- États-Unis : 5,39 millions de téléspectateurs[15] (première diffusion)

- Maestro Harrell (Malik)
- Andrew J. West (Mark)
- Guerrin Gardner (Beverly)
- Kelsey Darragh (Meredith)
- Lee Garlington (Dorothy)
- Chase Fein (Waiter)
- Brian Huskey (Podiatrist)

### Épisode 8:Lance toi Lisa!
- États-Unis : 26 mars 2014 sur ABC
- Canada : 25 avril 2014 sur Citytv
- Belgique : 10 février 2015 sur La Une
- Québec : 26 février 2015 sur VRAK.TV
- France :
  - 19 mars 2015 sur Canal+ Family
  - 1er octobre 2017 sur NT1

- États-Unis : 5,24 millions de téléspectateurs[16] (première diffusion)

- Maestro Harrell (Malik)
- Ely Henry (Reggie)
- Sam Lerner (Evan)
- Natasha Leggero (en) (Nora)
- Paula Newsome (Tracy)
- Brent Jennings (Chester)
- Carla Jeffrey (Shira)
- Maxine Weldon (Ruth)
- Greg Worswick (Geoff)
- Lilan Bowden (Monique)
- Kay D'Arcy (Kay)
- Lindsey Shaw (June)
- Maxine Weldon (Ruth)
- Greg Worswick (Geoff)
- Lilan Bowdan (Monique)
- Parker Young (Ryan Shay)
- Bryson Barretto (Victor)

### Épisode 9:Dallas, avant Dallas
- États-Unis : 2 avril 2014 sur ABC
- Canada : 2 mai 2014 sur Citytv
- Belgique : 17 février 2015 sur La Une
- Québec : 5 mars 2015 sur VRAK.TV
- France : 19 mars 2015 sur Canal+ Family

- États-Unis : 5,37 millions de téléspectateurs[17] (première diffusion)

- Alan Tudyk (Noah Werner)
- Bryson Barretto (Victor)
- Jenn Lyon (Georgia)
- Julia Duffy (Emmaline)
- Brett Rice (Hubba)
- Allie DeBerry (Savannah)
- Deborah Baker Jr. (Sunset-Laemmle)
- Amanda Schull (Linda Hawes)
- Dawn Michaels (Rochelle)
- Elizabeth Sandy (Tiffany)
- Chad Gall (EMT)
- Parker Young (Ryan Shay)

### Épisode 10:Le Concours de beauté
- États-Unis : 23 avril 2014 sur ABC
- Canada : 2 mai 2014 sur Citytv
- Belgique : 17 février 2015 sur La Une
- Québec : 12 mars 2015 sur VRAK.TV
- France : 20 mars 2015 sur Canal+ Family

- États-Unis : 5,46 millions de téléspectateurs[18] (première diffusion)

- Alan Tudyk (Noah Werner)
- Bryson Barretto (Victor)
- Melanie Hutsell (Nina Nergen)
- Edie Mothersbaugh (Alana)
- Emily Alyn Lind (Nadia Nergen)
- Hollie Lee Meyer (Pageant Mom)
- Caitlin Carmichael (Girl #1)

### Épisode 11:Dalia cherche sa voie
- États-Unis : 30 avril 2014 sur ABC
- Canada : 9 mai 2014 sur Citytv
- Belgique : 24 février 2015 sur La Une
- Québec : 19 mars 2015 sur VRAK.TV
- France : 20 mars 2015 sur Canal+ Family

- États-Unis : 5,51 millions de téléspectateurs[19] (première diffusion)

- Bunnie Rivera (Carmen)
- Christina Moore (Karen)
- Patrick de Ledebur (Kenny)
- Tig Notaro (Rebecca)
- Javin Reid (Vikram)
- Jack Donner (Harold)
- Abbie Cobb (Kimantha)
- Mara Klein (Hostess)
- Creagen Dow (Manager)
- Cutter Garcia (Gary)
- Bill Dwyer (Father)

### Épisode 12:La Bague au doigt
- États-Unis : 7 mai 2014 sur ABC
- Canada : 9 mai 2014 sur Citytv
- Belgique : 24 février 2015 sur La Une
- France : 23 mars 2015 sur Canal+ Family
- Québec : 26 mars 2015 sur VRAK.TV

- États-Unis : 4,99 millions de téléspectateurs[20] (première diffusion)

- Parker Young (Ryan Shay)
- Maestro Harrell (Malik)
- Bryson Barretto (Victor)
- Lindsey Shaw (June)
- Tim Meadows (Edmond)
- Paula Newsome (Tracy)
- Brent Jennings (Chester)
- Maxine Weldon (Ruth)
- Keith L. Williams (Miles)
- Gary Rubenstein (Schulman)
- Natalija Nogulich (Marcheeza)
- Lauriane Gillieron (French Teacher)
- Hartley Sawyer (Janitor)

### Épisode 13:Amour toujours
- États-Unis : 14 mai 2014 sur ABC[21]
- Canada : 16 mai 2014 sur Citytv
- Belgique : 24 février 2015 sur La Une
- France : 23 mars 2015 sur Canal+ Family
- Québec : 2 avril 2015 sur VRAK.TV

- États-Unis : 5,23 millions de téléspectateurs[22] (première diffusion)

- Parker Young (Ryan Shay)
- Maestro Harrell (Malik)
- Bryson Barretto (Victor)
- Lindsey Shaw (June)
- Kay D'Arcy (Kay)
- Gloria LeRoy (Esther)
- Judith Drake (Gertrude)
- Norma Michaels (Harriet)
- Josiah Blount (Arthur)
- John Jenkinson (Bartender)

## Audiences aux États-Unis
| N° d'épisode | Titre original                | Titre français           | Chaîne | Date de diffusion originale | Audience (en millions de téléspectateurs) | Pdm sur les 18-49 ans |
| ------------ | ----------------------------- | ------------------------ | ------ | --------------------------- | ----------------------------------------- | --------------------- |
| 3x01         | No Me Gusta, Mami             | Ça s'en va et ça revient | ABC    | 15 janvier 2014             | 5.30                                      | 1.6                   |
| 3x02         | Victor Ha                     | Le petit nouveau         | ABC    | 22 janvier 2014             | 5.91                                      | 1.8                   |
| 3x03         | Open Door Policy              | Ryan : Le retour         | ABC    | 29 janvier 2014             | 5.10                                      | 1.5                   |
| 3x04         | The Birds and the Biederman   | Chacun son territoire    | ABC    | 5 février 2014              | 6.09                                      | 1.7                   |
| 3x05         | About a Boy-Yoi-Yoing         | Le nouveau Noah          | ABC    | 26 février 2014             | 5.22                                      | 1.4                   |
| 3x06         | Blame It on the Rainstick     | Rébellion !              | ABC    | 5 mars 2014                 | 5.72                                      | 1.7                   |
| 3x07         | I'm Just Not That Into Me     | Besoin de conseils       | ABC    | 12 mars 2014                | 5.39                                      | 1.6                   |
| 3x08         | Catch and Release             | Lance toi Lisa !         | ABC    | 26 mars 2014                | 5.24                                      | 1.5                   |
| 3x09         | The Ballad of Piggy Duckworth | Dallas, avant Dallas     | ABC    | 2 avril 2014                | 5.37                                      | 1.7                   |
| 3x10         | No, You Can't Sit with Us     | Le concours de beauté    | ABC    | 23 avril 2014               | 5.46                                      | 1.7                   |
| 3x11         | Dalia Nicole Smith            | Dalia cherche sa voie    | ABC    | 30 avril 2014               | 5.51                                      | 1.5                   |
| 3x12         | Les Lucioles                  | La bague au doigt        | ABC    | 7 mai 2014                  | 4.99                                      | 1.2                   |
| 3x13         | Stiiiiiiill Horny             | Amour toujours           | ABC    | 14 mai 2014                 | 5.23                                      | 1.6                   |